# Айрарат

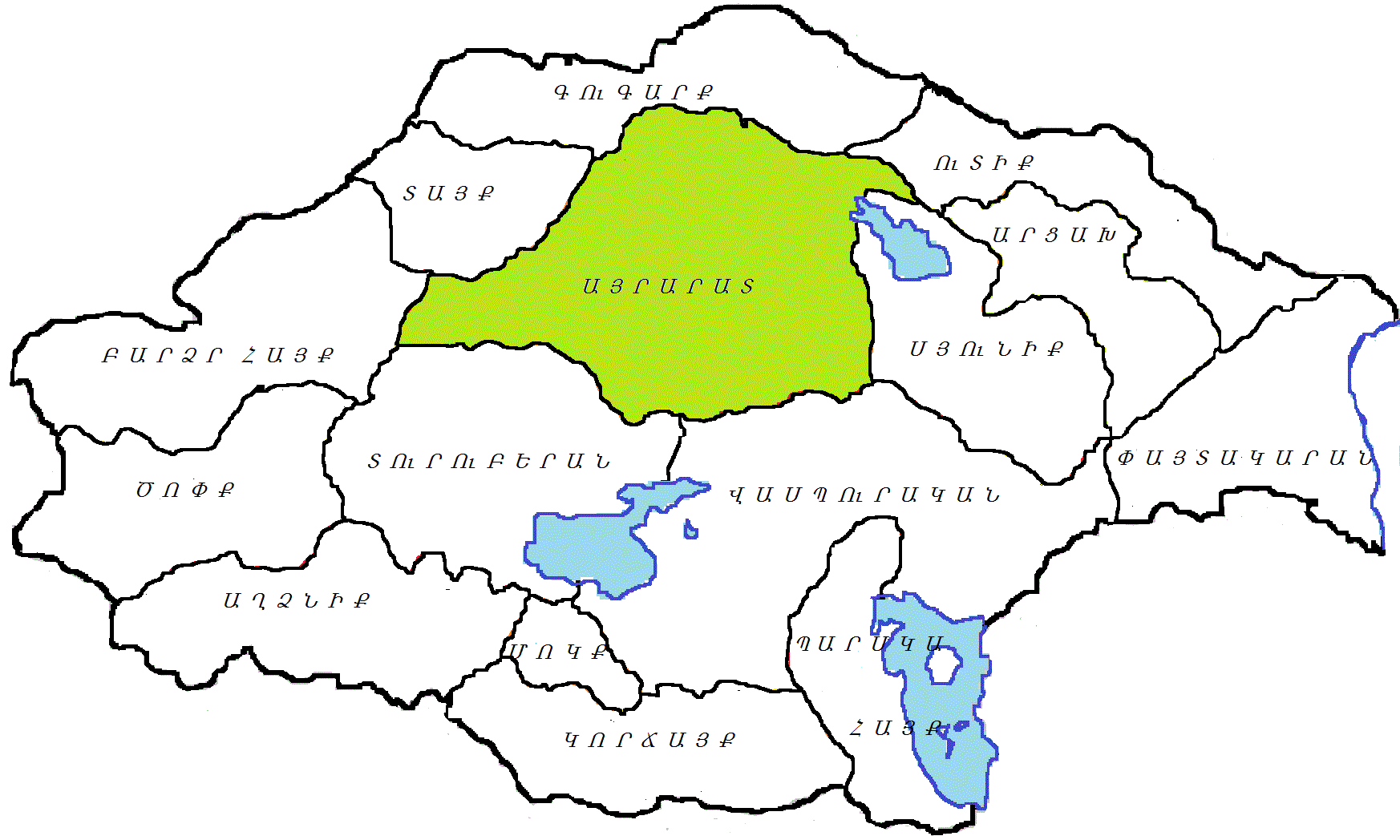
Расположение провинции Айрарат на карте Великой Армении

Айрарат (арм. Այրարատ [ɑjɾɑɾɑ́t]) — исторический регион в центральной Армении, на обширных равнинах верхнего течения реки Аракс. Включала в себя Араратскую долину, город Ереван и его область, а также территории, находящиеся ныне на востоке Турции. В Айрарате находится город Вагаршапат — духовный центр армянского народа. В Айрарате находились все столицы древней и средневековой Армении, кроме Тигранакерта: Армавир, Ервандашат, Арташат, Вагаршапат, Двин, Багаран, Ширакаван, Карс, Ани. 

## Историческая география
Анонимная Армянская география VII века описывает Айрарат как обширную провинцию из 22 областей:
15. Айрарат, находясь в середине выше названных провинций, имеет 20 областей: 1. Басьян, 2. Габельян, 3. Абельян, 4. Вагавуник, 5. Аршаруник, 6. Багреванд, 7. Цагкотн, 8. Ширак, 9. Вананд, 10. Арагацотн, 11. Чакатк, 12. Масьяцотн, 13. Коговит, 14. Ащоцк, 15. Ниг, 16. Котайк, 17. Мазаз, 18. Варажнуник, 19. Востан-Двна до поля, 20. Шарур. Айрарат заключает в себе горы и поля, изобилие во всем и озеро Гайлато. Он производит червей из корня известной травы, из которых приготовляют красную краску. Там же находится мать церквей (армянских, Эчмиадзин) в царственной резиденции в Вагаршапате.
По мнению Хьюсен информация отражает ситуацию только после византийской реорганизации Армении в результате византийско-персидского раздела страны в 591 году. Основной домен армянских царей состоял, вероятно, только из 14 областей:
1. Ерасхадзор[англ.] (Араратская долина), иначе Большой Аршаруник — равнина вдоль обоих берегов верхнего течения Аракса, впоследствии распался в четыре отдельных княжества: Абегеанк, Габегеанк, Авнуник и малый Аршаруник,
2. Багреванд или Баграванд (греч. Bagravandēnē) — в долине верхнего течения реки Арацани, на современной равнине Алашкерта,
3. Цагкотн[арм.] — расположен на северном подножие гор Цагке,
4. Коговит[кат.] (долина Ког) — область к западу от горы Арарат, центр крепость Даройнк или Даруниц берд, при Аршакидах в Коговите хранилась часть царской сокровищницы,
5. Чакатк[арм.] — в долинах рек Вардамарг и Агарак, правых притоков Аракса, центр город Колб,
6. Арагацотн[арм.] (подножие Арагаца) — равнина вдоль левого берега Аракса между Масяцотном и склонами горы Арагац,
7. Ниг или Нигатун (греч. Nigē) — соответствует современному Апарану и его области, в долине реки Касах, к северу от Арагацотна,
8. Мазаз[арм.] — верхняя область реки Раздан, текущий от озера Севан в реку Аракс. Первоначально данная область, вероятно, охватывал Варажнуник, впоследствии стал отдельной территориальной единицей с одноимённым княжеским домом,
9. Котайк[арм.] (греч. Kotaia) — левобережная долина нижнего течения реки Раздан. Здесь находилась крепость Ереван, ныне столица Армении,
10. Востан Хайоц[арм.] (столица, царский двор Армении) — городская территория Арташата, которая в большей части эллинистического и римского периодов была столицей Армянского царства. Расположен в долине реки Азат, здесь же находились город Двин, столица Армении с V по IX век, и крепость Гарни, летняя резиденция Аршакидских царей,
11. Урц[арм.] или Урцадзор — долина реки Урцадзор, левого притока Аракса, к юго-востоку от Востан Хайоц, территория вокруг крепости Сагерберд и местечка Урцадзор,
12. Арац[арм.] или Арацо когм (область Арац) — в предгорьях Сюника, к юго-востоку от Урц, вдоль правого берега реки Арпанял,
13. Шарур[арм.] или Шарур Дашт (Шарурская равнина) — вдоль нижнего течения реки Арпанял с центром в местечке Мараван, вблизи современного Норашена,
14. Масяцотн[арм.] (подножие Масиса) — большая область вдоль правого берега реки Аракс к северо-востоку от горы Арарат.

## Исторический очерк
Название восходит к ассирийскому Уруатри, позже известный как Урарту, и библейскому Арарату. Название «Айрарат» неизвестно классическим авторам. Вероятно, оно было только местным названием для описания центральных земель Армении. Айрарат являлся  царским доменом Аршакидов, возможно также их предшественников Ервандидов и Арташесидов. Согласно Р. Хьюсену, его можно отождествлять с равниной Араксена — Araxenōn Pediōn Страбона (11.14.3), который в армянской форме Ерасхадзор был одним из округов Айрарата.
Главной особенностью истории Айрарата является её постепенное разделение между различными княжескими домами, имевшими отношения с армянскими царями. Возникновение на данной территории княжества Багратидов происходило, предположительно, в период Арташесидов, или, если последние были ответвлением Ервандидов -  их преемников Аршакидов. Новая династия, неспособная вытеснить Багратидов, вероятно передала им земли Багреванда, которая до этого предположительно являлись частью Ерасхадзора. Через некоторое время последние (Багратиды) утратили эту область и переместились в Спер. После принятия Арменией христианства в качестве государственной религии около 314 года, Багреванд перешёл к роду св. Григория Просветителя, а после смерти последнего мужского наследника Саака в 439 году, его зятю из рода Мамиконян.
Таким же образом при Трдате II Аршакуни в первой половине III века область Ниг был дарован роду Гнтуни, а Цахкотн некоторый период принадлежал дому Гнуни. Аналогично, примерно в 555 году, часть царского домена, ранее принадлежавшая вероятно области Мазаз, была предоставлена дому Варажнуник, от которого область получила свое название. К IV столетию весь Ерасхадзор переходит во владения дома Камсаракан, ветви Аршакидской династии, которые, вероятно, получили эту территорию как удел от старшей линии семьи. Помимо этих трех княжеских домов были и другие, которые владели землями в царском домене, однако их земли не были территориальными единицами, и, вероятно, состояли из крупных имений. Предполагается, что такие дома являлись, как правило, ответвлениями царской династии.
После падения Аршакидской монархии в 428 году Айрарат распался на отдельные княжества (один только Ерасхадзор разделился на четыре части). На юго-западе князья области Урц создали отдельное княжество которое, вероятно, включало прилегающие земли Аракса и Шарура. К VII столетию Коговит находился во владениях Багратидов, которые, вероятно, также владели Цагкотном, к тому времени, вероятно, являвшимся частью Багреванда. Восточные земли прежнего царского домена (возможно кроме Варажнуника и Нига, в каждом из которых был свой собственный княжеский дом), по-видимому находились под непосредственной юрисдикцией марзпанов (сасанидских губернаторов) Армении после падения армянской монархии.

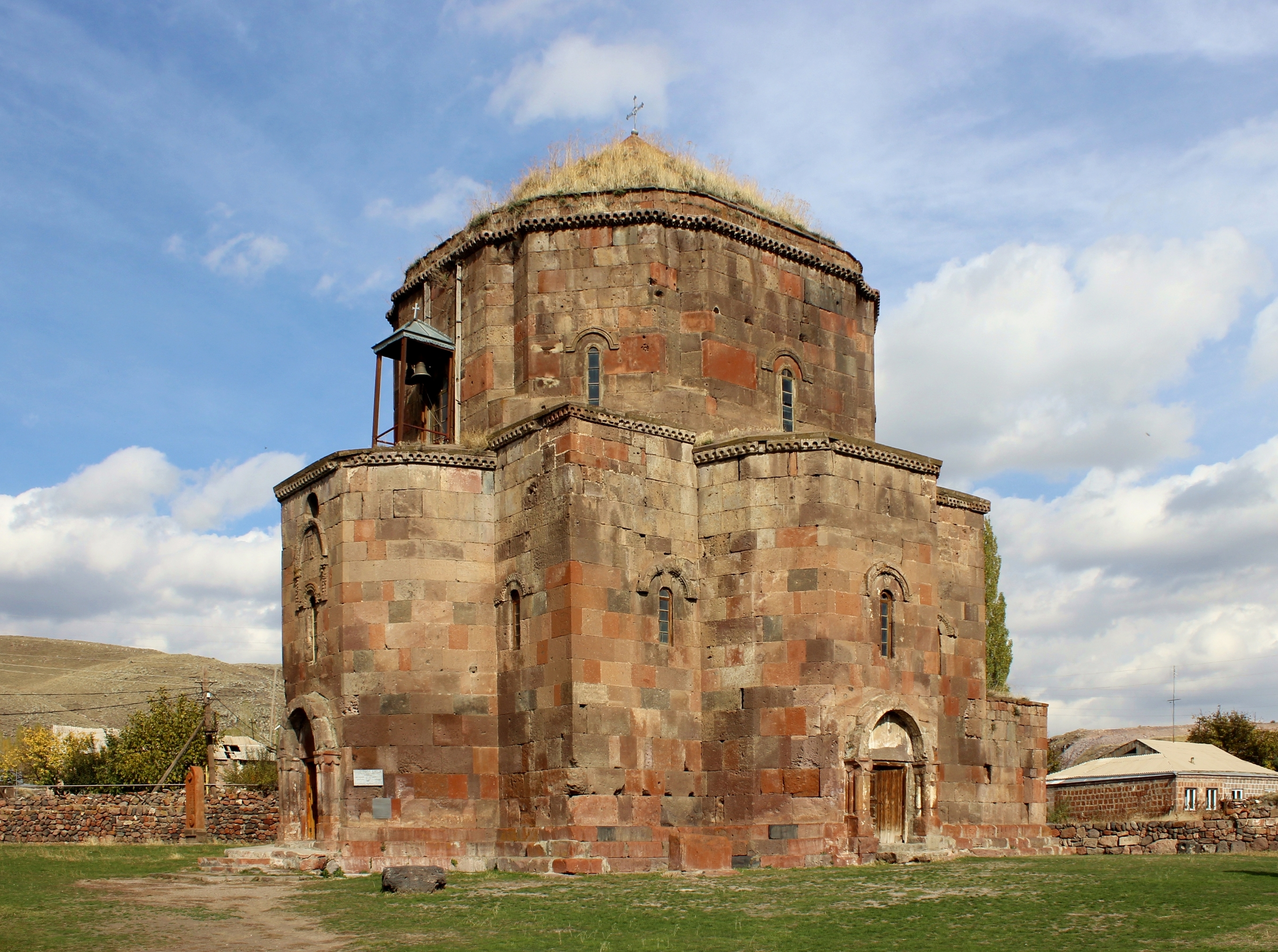
Церковь Мастара в области Арагацотн Айрарата, V век

После византийско-персидского раздела Армении в 591 году император Маврикий организовал из своей вновь приобретенной территории на востоке центральной Армении византийскую провинцию, которая вероятно из-за своего географического положения по отношению к остальной части Армении, была названа Нижней Арменией (Armenia Inferior). Эта провинция, как представляется, включала в себе четыре Камсараканских княжества, Багратидское княжество (Багреванд-Цагкотн-Коговит), княжество Варажнуник (без Мазаза), княжество Ниг, и большинство земель ранее находившихся под юрисдикцией марзпана (Масяцотн, Арагацотн, Чакатк и Котайк), однако Мазаз, Востан Хайоц и княжество Урц (с Арацом и Шаруром) остались по ту сторону новой границы — в Персармении. К одиннадцати областям в это время были добавлены следующие княжества: Басен (с Даройнком и Салкора), Вананд с городом-крепостью Карс и городом Заришат, Ширак (с Ширакаваном, Ширакашатом — византийским Маврикиополем, укрепленным городом Кумайри а позже Ани), Ашоцк (с одноимённым замком), и Верхний Ташир, который, как и Ашоцк, прежде была частью наместничества Гугарк, однако во время римско-персидского раздела Армении 387 года перешла под сюзеренитет Иберии.
На рубеже VII—VIII веков Степанос Сюнеци упоминает о центральном (ostanik) или айраратском диалекте армянского языка.
В течение почти 250-летнего арабского владычества в Армении (VII—IX века) Багратиды постепенно занимали первостепенную позицию среди выживших армянских князей и около 885 году сумели создать новую монархию в центральной Армении, которая включала всю Нижнюю Армению и большую часть восточной Армении. Царский домен нового монарха Ашота I простирался на восток по центральной провинции Айрарат и достигал  озера Севан. Изначально центром царства был Багаран, затем столица была перенесена в Карс, а позже, в 961 году, в Ани — все в Айрарате. В 963 году Багратидское царство возникло в Вананде со столицей в городе Карс, а в 982 году в Ташире с центром в Лори. Сохранившаяся территория царства Багратидов была присоединена к Византии в 1045 году, а затем завоевана тюрками-сельджуками в 1064—1071 годы. После этого термин «Айрарат» постепенно выходит из употребления. В «Географии» Вардана Великого в XIII веке термин употребляется только в отношении региона Кагзвана (Ерасхадзор и Аршаруник), Басена, Габегянка, Абегянка и Апахуника, и не включает ни одну из других земель прежнего царского домена. В конце XII—начале XIII веков территория Айрарата находилась под грузинским господством, затем была завоевана монголами (около 1240 года), а после, в XIV—XV веках, перешла под власть туркоман. В результате разорительных нашествий на Армению десятки тысяч армян были увезены в рабство, а область Айрарат был опустошен. Историк XV века Товма Мецопеци пишет:
[Тимур], покинув те места, пришёл в страну Айраратскую, в Карби и на землю Котайка. Он осадил крепость Бджни, овладел ею и убил епископа области тэр Ванакана, мужа мудрого и учёного, милосердного и милостивого ко всем беднякам. И всех других верующих, истязая, мучили голодом, мечом, полоном, невыносимыми пытками. И из-за их жестокостей в самой многолюдной области Армении [больше] не были слышны человеческие голоса. Многие приняли мученичество и сподобились венца, но об этом известно лишь устроителю торжеств Христу, Богу нашему, который увенчает их в день воздаяния сонму праведников. Аминь. 
Они захватили добычу и полонили множество людей, и никто не в состоянии описать беды и несчастия нашего народа.
После этого бывшая территория Айрарата была разделена между Османской Турцией и Сефевидским Ираном в 1512 году, затем ещё раз в 1639 году. В 1827 году Персидская Армения была присоединена к России, после, в 1829-м и 1878-м, другие части Айрарата, находящиеся в Турции, также были присоединены к Российской империи. В 1921 году территории завоеванные в 1878 году были возвращены Турции, а разделившая Айрарат турецко-советская граница в основном совпала с линией 1639 года.

## Архитектурные памятники

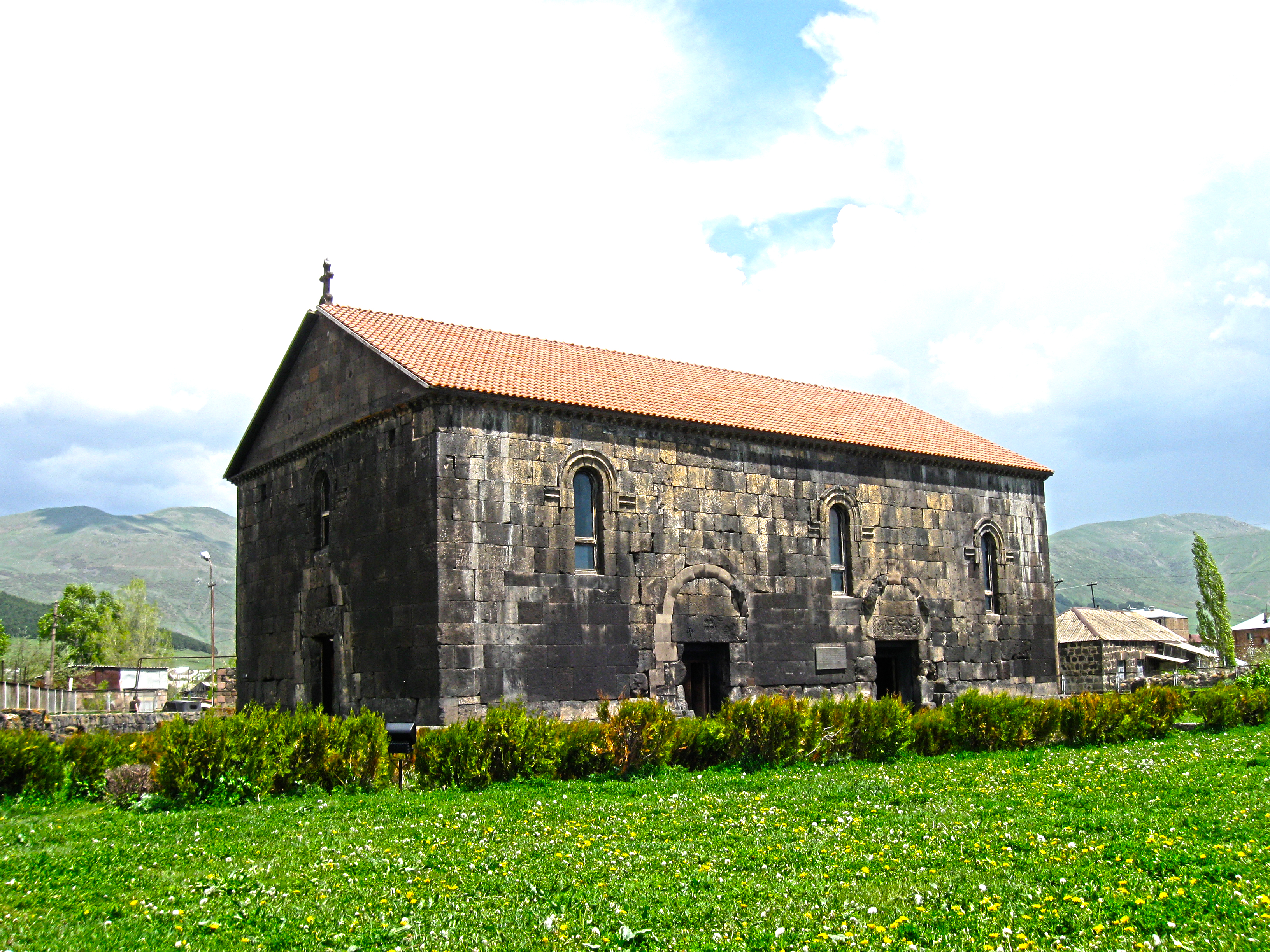
Церковь Святого Креста[18] в Апаране, V век
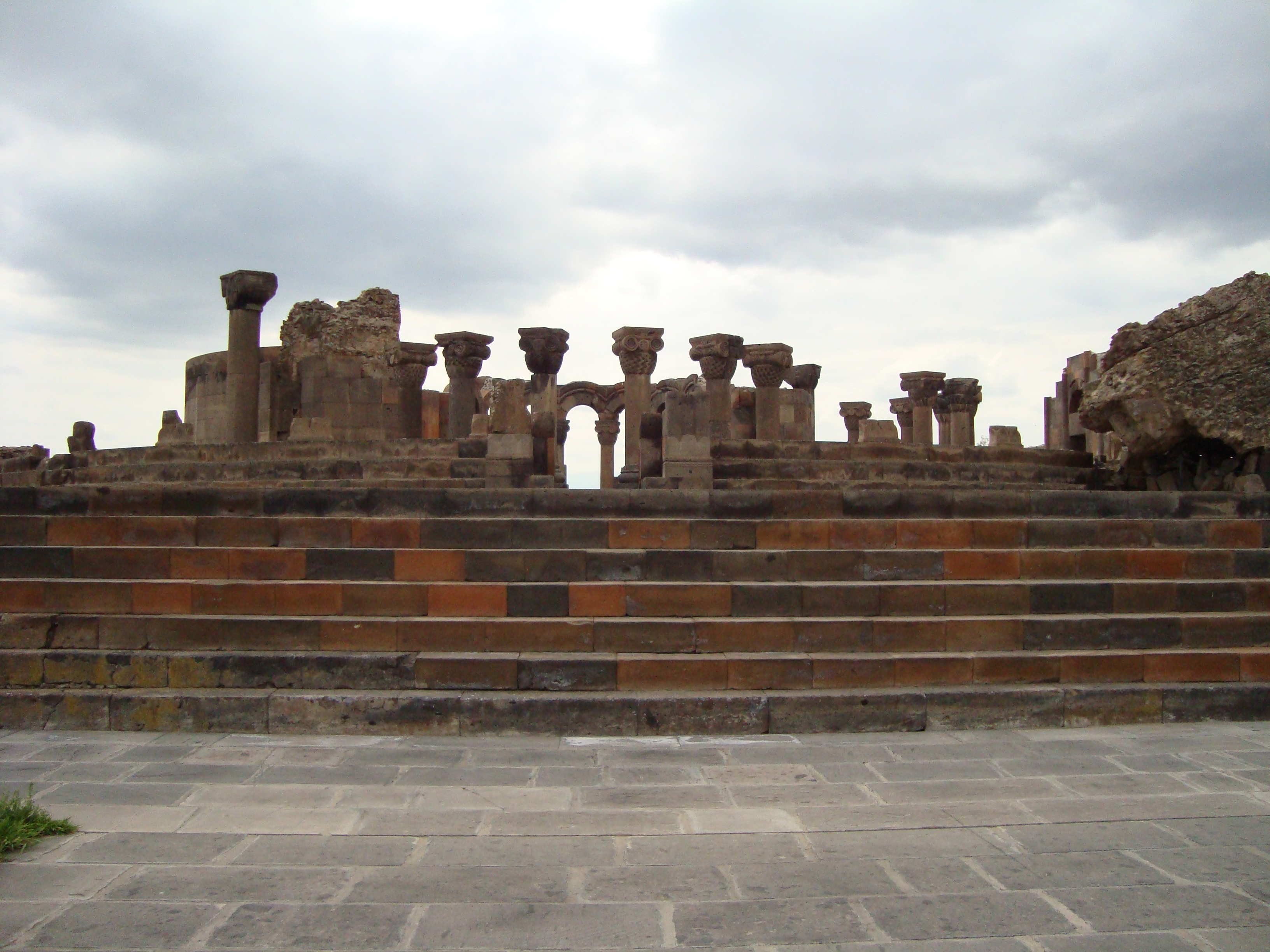
Звартноц[19], VII век
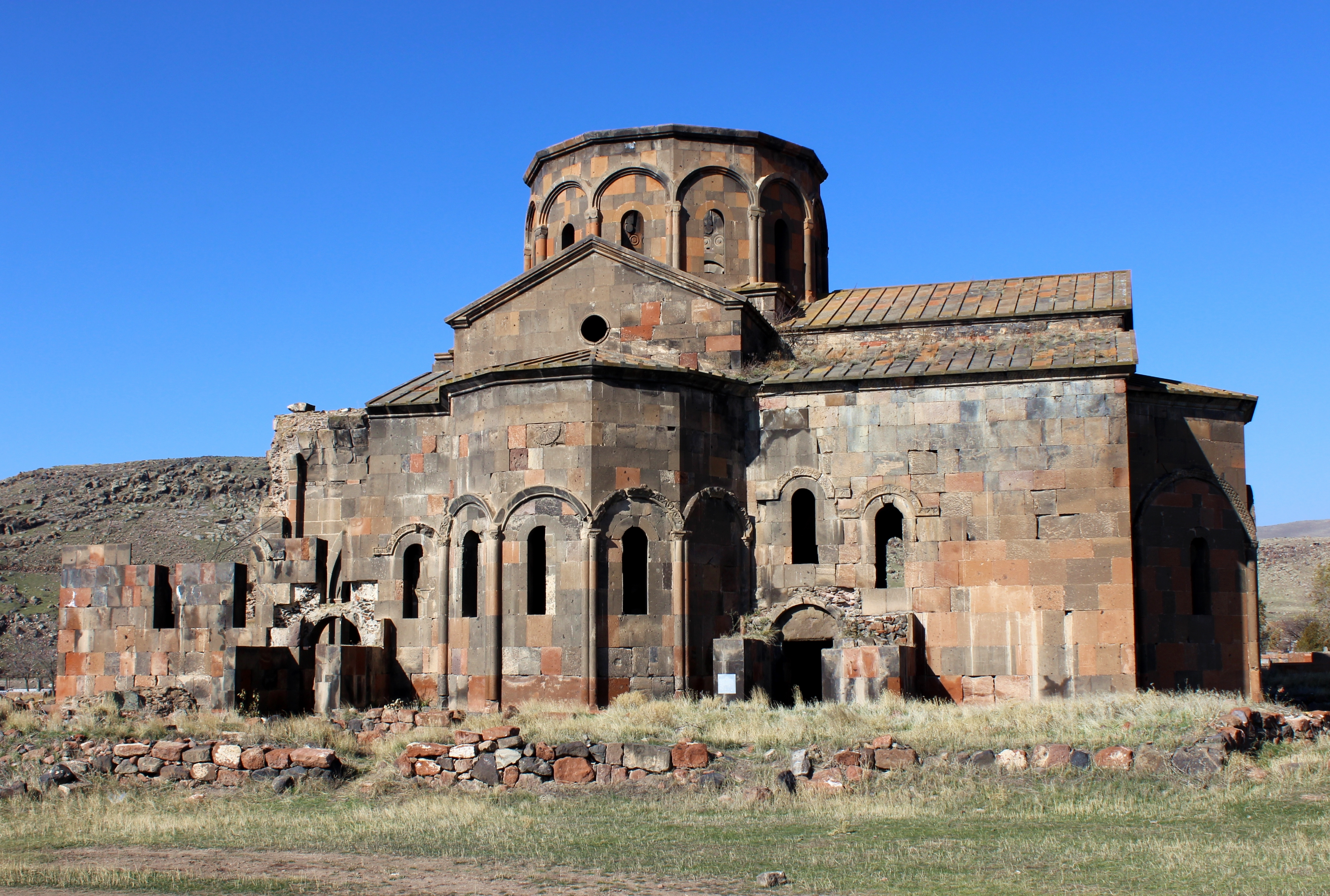
Талинский собор[19], VII век
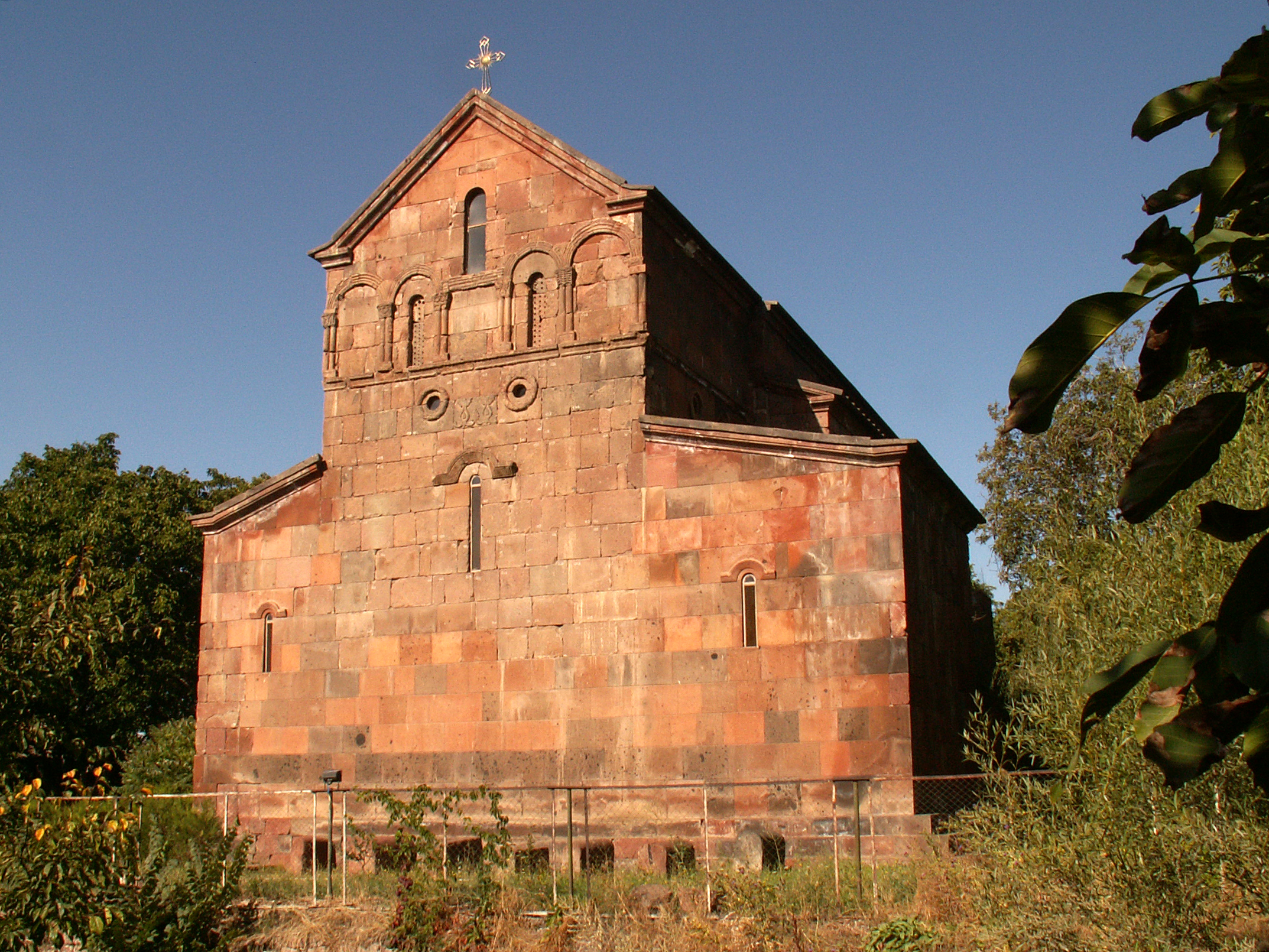
Бюракан, X век
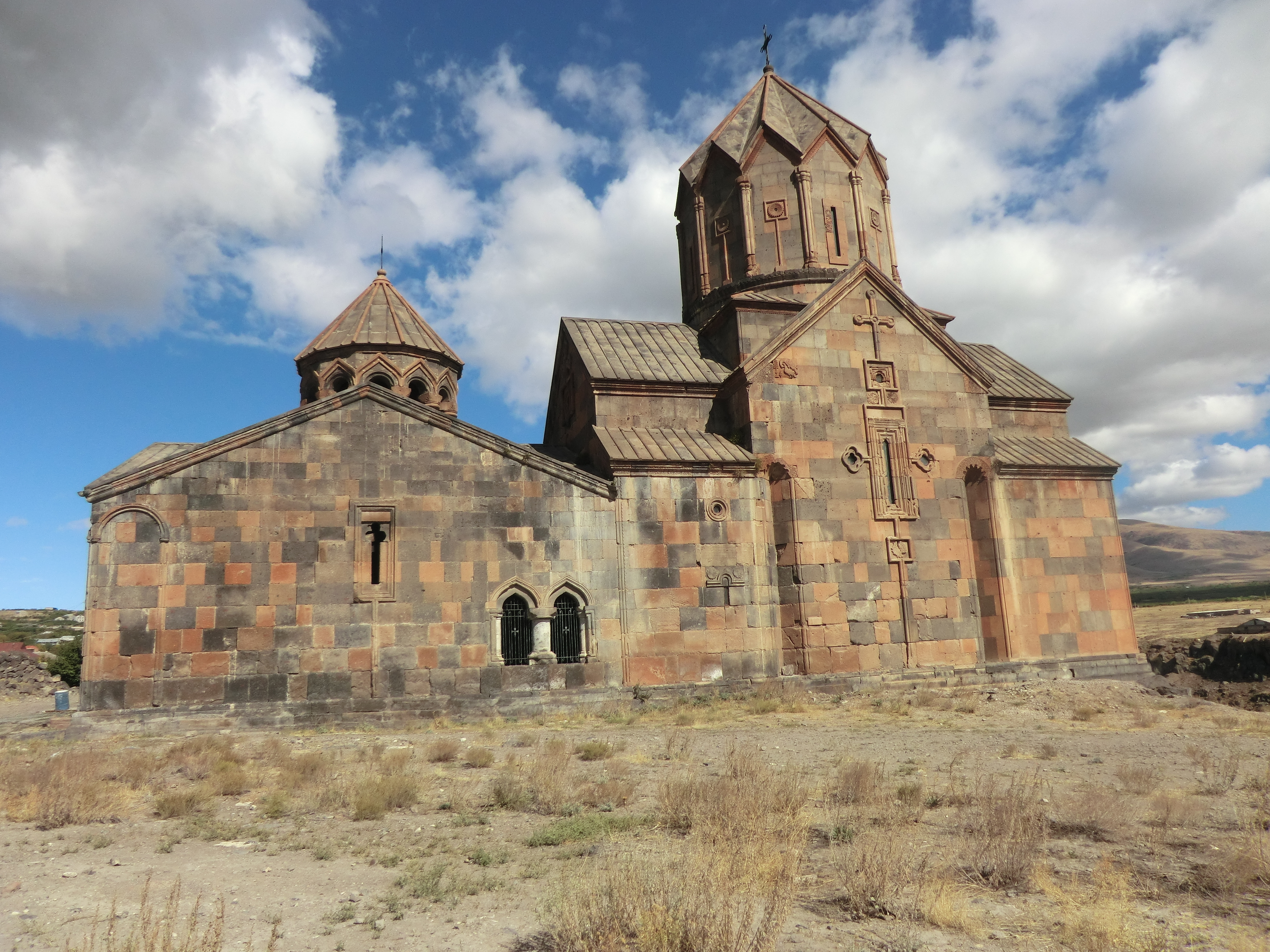
Ованаванк, XIII век